# Krusader
Krusader (výslovnost [kruːˈseidə(r)], stejná jako u anglického termínu pro účastníka křížové výpravy) je pokročilý správce souborů pro KDE a ostatní unixové systémy, podobný Midnight Commanderu, Total Commanderu a dalším. Podporuje práci s archivy, s připojenými souborovými systémy, FTP, pokročilé hledání, synchronizace adresářů, porovnávání obsahu, dávkové přejmenování a jiné…
Poradí si s následujícími formáty archivů: tar, ZIP, bzip2, gzip, RAR, ace, ARJ, LHA, 7-zip a RPM (nutno mít nainstalované externí komprimátory). Také umožňuje s práci s KIO slaves, a to například SMB nebo FISH.
Krusader je publikován pod GNU General Public License.

## Uživatelské prostředí
Prostředí Krusaderu je postaveno typickém rozložení pro souborové manažery. Obsahuje dva panely (levý a pravý). Z nich pracujete vždy pouze v jednom. Myšlenka je pracovat se soubory vždy ve směru z aktivního do neaktivního panelu. Na ovládání vám stačí pouze klávesnice (myš volitelně). Krusader je závislý na balíku KDE, pro dalších několik funkcí je vyžadován KParts a KIO.

## Integrovaný náhled/editor souborů
Jeden z mnoha nástrojů, které Krusader zprostředkovává je integrovaný editor. Ten používá KParts. Krusader je schopný náhledu souborů a někdy i editace. Náhled je možný u dokumentů KOffice atd.

## Platformy
Krusader je primárně vyvíjen pro GPL/Linux, ale je dostupný pro některé jiné platformy, například BSD (kromě OpenBSD) a Apple macOS. Ve verzích 2.x.x postavených na knihovnách Qt4 je Krusader dostupný i pro platformou MS Windows.